# Atactosturmia vittata
Atactosturmia vittata är en tvåvingeart som beskrevs av Thompson 1963. Atactosturmia vittata ingår i släktet Atactosturmia och familjen parasitflugor. Inga underarter finns listade.